# Olbiogaster similans
Olbiogaster similans är en tvåvingeart som beskrevs av Lane och Andretta 1958. Olbiogaster similans ingår i släktet Olbiogaster och familjen fönstermyggor. Inga underarter finns listade i Catalogue of Life.